# Fanouris Goundoulakis
Fanouris Goundoulakis (13 de julho de 1983) é um futebolista profissional grego, meia, milita no FC Platanias.

## Carreira
Fanouris Goundoulakis representou a Seleção Grega de Futebol nas Olimpíadas de 2004, quando atuou em casa.